# Stenhousemuir
Stenhousemuir (pron.: /ˌstɛnaʊsˈmjʊər/; in Scots: Stennymuir, Stenismare o Stenny; in gaelico scozzese: Featha Thaigh nan Clach) è una cittadina di circa 9.700 abitanti della Scozia centro-meridionale, facente parte dell'area di consiglio di Falkirk (contea tradizionale: Stirlingshire).

## Geografia fisica
Stenhousemuir si trova a nord-ovest di Edimburgo e a nord-est di Glasgow e a sud/sud-est di Stirling, tra le località di Bannocksburn e Linlithgow (rispettivamente a sud della prima e a nord/nord-ovest della seconda), a pochi chilometri a nord di Falkirk e ad est di Larbert e a nord del corso del fiume Carron.

## Storia
La località si sviluppò attorno all'omonima tenuta del XVII secolo, che era di proprietà della famiglia Bruce.
Stenhousemuir conobbe quindi la propria crescita economica nel corso del XVIII secolo grazie all'industria e all'agricoltura. Tra le principali fabbriche di Stenhousemuir, vi era la Carron Iron Works, fondata nel 1759.

## Società

### Evoluzione demografica
Nel 2016, la popolazione stimata di Stenhousemuir era pari a 9.740 abitanti, di cui 5.064 erano donne e 4.676 erano uomini.
La popolazione al di sotto dei 20 anni era stimata in 2.117 unità, di cui 1.677 erano i ragazzi e i bambini al di sotto dei 16 anni (di questi, 1.021 erano i bambini al di sotto dei 10 anni), mentre la popolazione dai 60 anni in su era stimata in 2.552 unità, di cui 412 erano le persone dagli 80 anni in su.
Secondo questa stima, la località avrebbe conosciuto un decremento demografico rispetto al 2011, quando la popolazione censita era pari a 10.050 unità e soprattutto rispetto al 2001, quando la popolazione censita era pari a 10.410 unità. Questa tendenza in calo è confermata dalla stima del 2018, secondo cui la popolazione di Stenhousemuir era pari a 9.700 unità.

## Sport
La squadra di calcio locale è lo Stenhousemuir Football Club, club fondato nel 1884.